# Jocurile Olimpice de vară din 1972
A XX-a ediție a Jocurilor Olimpice s-a desfășurat la München, în Germania de Vest, în perioada 26 august - 11 septembrie 1972.
München a câștigat dreptul de a organiza jocurile olimpice în iulie 1966 în detrimentul orașelor Detroit, Madrid și Montreal. A fost a doua oară când Jocurile Olimpice s-au desfășurat în Germania, după Olimpiada din 1936 de la Berlin. Au participat 121 de țări și 7.124 de sportivi. 
Jocurile Olimpice au fost marcate și umbrite de răpirea și uciderea a 11 sportivi israelieni de către organizația teroristă palestiniană Septembrie Negru. La deschiderea Jocurilor Olimpice de la Tokio din anul 2021, CIO a decis păstrarea unui moment de reculegere în amintirea acestei crime. 

## Sporturi olimpice
| - Atletism - Baschet - Badminton (demonstrativ) - Box - Caiac canoe - Canotaj - Ciclism | - Echitație - Fotbal - Gimnastică - Haltere - Handbal - Hochei pe iarbă - Judo | - Lupte - Natație - Navigație - Pentatlon modern - Polo pe apă - Sărituri în apă - Schi nautic (demonstrativ) | - Scrimă - Tir - Tir cu arcul - Volei |

## Clasamentul pe medalii
(Țara gazdă apare cu aldine.)
| Jocurile Olimpice 1972 |                            |     |        |       |       |
| Poz.                   | Țară                       | Aur | Argint | Bronz | Total |
| 1                      | Uniunea Sovietică          | 50  | 27     | 22    | 99    |
| 2                      | Statele Unite ale Americii | 33  | 31     | 30    | 94    |
| 3                      | RDG                        | 20  | 23     | 23    | 66    |
| 4                      | RFG                        | 13  | 11     | 16    | 40    |
| 5                      | Japonia                    | 13  | 8      | 8     | 29    |
| 6                      | Australia                  | 8   | 7      | 2     | 17    |
| 7                      | Polonia                    | 7   | 5      | 9     | 21    |
| 8                      | Ungaria                    | 6   | 13     | 16    | 35    |
| 9                      | Bulgaria                   | 6   | 10     | 5     | 21    |
| 10                     | Italia                     | 5   | 3      | 10    | 18    |

## România la JO 1972
|         | Gold | Silver | Bronze | Total |
| ------- | ---- | ------ | ------ | ----- |
| România | 3    | 6      | 7      | 16    |

România a ocupat poziția a 13-a în clasamentul pe medalii

### Aur
- Ivan Patzaichin — kaiac canoe, 1.000m
- Gheorghe Berceanu — lupte greco-romane (48 kg)
- Nicolae Martinescu — lupte greco-romane (100 kg)

### Argint
- Valeria Bufanu — atletism, 100m garduri
- Argentina Menis — atletism, aruncarea discului
- Ion Alexe — box, cat. grea (91 kg)
- Atanase Sciotnic, Roman Vartolomeu, Aurel Vernescu și Mihai Zafiu — kaiac canoe, 1000m
- Serghei Covaliov și Ivan Patzaichin — kaiac canoe, 1000m
- Dan Iuga — tir, pistol liber

### Bronz
- Viorica Dumitru și Maria Nichiforov — kaiac canoe, 500m
- Ileana Gyulai-Drîmbă, Ana Pascu-Ene-Dersidan, Ecaterina Stahl-Iencic și Olga Szabo-Orban — scrimă, florete echipe
- Cornel Penu, Alexandru Dincă, Virgil Tale, Gavril Kicsid, Ghiță Licu, Cristian Gațu, Roland Gunesch, Radu Voina, Simion Schöbel, Gheorghe Gruia, Werner Stöckl, Dan Marin, Adrian Cosma, Valentin Samungi, Constantin Tudosie și Ștefan Birtalan — handbal, echipe
- Nicolae Rotaru — tir, armă culcat
- Petre Ceapura, Ștefan Tudor și Ladislau Lovrenski — canotaj 2+1 rame
- Victor Dolipschi — lupte greco-romane (+100 kg)
- Vasile Iorga — lupte libere (82 kg)